# Prince of Tears
Prince of Tears (Lei wangzi) è un film del 2009 diretto da Yonfan.